# Cyrillopsis micrantha
Cyrillopsis micrantha är en tvåhjärtbladig växtart som först beskrevs av Julian Alfred Steyermark, och fick sitt nu gällande namn av Paul Edward Berry, N. Ramírez. Cyrillopsis micrantha ingår i släktet Cyrillopsis och familjen Ixonanthaceae. Inga underarter finns listade i Catalogue of Life.